# 可愛静果
可愛 静果（かわい しずか、1973年12月2日 - ）は、日本の元AV女優。
出身地：東京都。身長：154cm。スリーサイズ：B85・W56・H83。血液型：A型。

## 活動
- 1993年にデビューしている。「ビデオ情報」の1993年11月号で可愛静果完全カタログとして特集された。

## 作品

### アダルトビデオ
- 君は僕らの宝物
- 放課後LOVE
- Tバック女教師3　口内放送
- プラをはずして待ってるわ
- たまにはしゃぶりつきたい
- 初夜の鐘が鳴る
- メッセージ
- モーニングキッスはまたにして
- 出血大制服18
- ザ・ホールバッシング
- 美畜レイプ4

以上アトラス21の作品
- SM大制服（シネマジック）
- 下半身集中治療　ふしだらな天使（共演：浅倉舞、水島ルミ）
- されごこち（共演：国見真菜、里見友里）

以上h.m.pの作品